# 自訴
（又作私人刑事檢控）是一種相對於公訴，指犯罪被害人（或與犯罪被害人有一定身分之人）不經檢察官，直接向法院對被告提起刑事告訴的刑事追訴程序。
目前多數國家都已經廢除自訴制度，改採公訴獨占主義，所有的犯罪都必須由檢察官代表國家來追訴。但目前仍有些國家（例如主要是英美法系或英聯邦國家）保留自訴制度，採公訴自訴二元主義。
公訴與自訴是訴訟主體的不同（檢方提出公訴，被害人提出自訴），告訴乃論與非告訴乃論是訴訟程序的不同，公訴不等於非告訴乃論，自訴不等於告訴乃論；所以「公訴罪」與「自訴罪」是錯誤用語，「告訴乃論之罪」與「非告訴乃論之罪」才是正確用語。

## 相關案件

### 香港

#### 西灣河開槍事件
2020年1月23日，民主黨立法會議員許智峯以私人刑事檢控方式，入稟控告在西灣河向示威者開槍的交通警員關家榮。。許表示，反修例運動至今，警隊並無就個別警員的違法行為行出處分或起訴，只好透過公民起訴方式，彰顯公義。2020年6月11日，法庭接納「意圖造成身體嚴重傷害而射擊、企圖射擊」、「在罔顧他人安全的情況下，使用槍械或彈藥」，以及「發射或處理任何槍械，而相當可能傷害或危害任何人」3項控罪，最高刑罰可判終身監禁。許智峯指這是首次有警員因為警暴、使用的武力而遭到檢控，認為這次的裁決意義重大。法庭稍後就會向涉事警員發出傳票，涉事警員必須親自答辯和應訊。形容事件意義重大，訊息清晰，警員如果濫暴會受到懲治，需要承擔個人後果。又表示，律政司確實有權介入案件，但如果相信司法獨立就應交給法庭自行處理，否則就有包庇警員之嫌
2020年8月18日，即相關案件被提出私人檢控後7個月，向法院提出私人檢控的立法會議員許智峯透露，他接到律政司的通知，稱司長鄭若驊決定介入有關案件，指控方將會申請撤回有關傳票，向法庭申請於同月20至28日期間作審訊，兼要求豁免有關的交通警出庭。而對於此決定， 許表示極度憤怒，且直斥鄭有關舉動是「以人治取代法治」 兼質疑律政司選擇包庇被告人，衝擊普通法下市民提出私人檢控的權利。最後，許指自己會與律師團隊相討，更稱不排除會在短期之內提出司法覆核。

#### 深水埗的士撞人案
2019年10月6日香港反送中運動期間，的士司機鄭國泉於深水埗駕駛的士撞向一個23歲女性示威者。香港立法會議員許智峯提私人檢控告鄭國泉，律政司攔截了該私人檢控並撤銷。鄭國泉的代表律師行是何君堯所屬的律師行，該律師行亦在案中代鄭國泉反控告許智峯並索律師費。